# 무료 승차제
무료 승차제(無料乘車制)는 특정 조건의 사람이 무료로 대중 교통을 이용하는 제도이다. 특히 해당 승객에게 무료의 승차권을 발급하는 경우 무임권이라고 한다.

## 대한민국의 현황

### 개요
만 65세 이상의 노인, 국가유공자, 장애인, 만6세 이하의 소아는 무료로 도시 철도나 수도권 전철 등의 통근전철을 탑승할 수 있다. 영유아는 보호자와 함께 이용하기 때문에 무임권이 발급되지 않는다. 수도권 전철에서는 교통카드의 시행에 따라 무임 교통카드 (500원의 보증금 필요)나 지자체에 신청하는 무임권 교통카드를 통해 무료로 승차한다. 1회용 무임 교통카드는 노인임을 확인하는 신분증이나 국가유공자, 장애인의 복지카드를 기계에 제시하여 발급받는다.
노인 무임승차제의 경우에는 과잉 복지에 세금 낭비라는 이유로 폐지하자는 의견이 있다. 급기야 2024년 1월 18일 개혁신당에서 65세 이상 고령층에 제공되는 지하철 무상 이용 혜택을 폐지하는 대신 연간 12만 원의 교통지원금을 제공하겠다는 내용의 총선공약을 발표했다.

### 역사
대한민국의 도시철도, 수도권 전철 등 통근전철 무료 승차제는 1979년에 보건사회부 공무원이었던 차흥봉이 소련 모스크바로 출장을 가서 소련의 대중교통 노인 무임승차 제도를 경험한 후 장관에게 건의해서 추진되었다. 1980년 도시철도를 이용하는 만 70세 이상의 노인을 대상으로 보통 요금의 50%를 할인하는 제도가 시초였다. 이 제도는 1982년에 제정된 노인복지법 시행령에 의해 만 65세 이상의 노인으로 대상이 확대되었으며, 1984년 만 65세 이상 노인의 지하철 보통요금 할인율을 100%로 개정하면서 만 65세 이상의 노인을 대상으로 한 무료 승차제가 실시되었다.
아래 연혁 중 지하철도는 도시철도법에 의한 철도(특별시, 광역시의 도시철도 운영기관에서 운영하는 철도)의 통근전철을 의미하며, 전기철도는 한국철도공사에서 운영하는 통근전철을 의미한다. 도시철도는 한국철도공사(2005년 이전의 철도청)에서 운영하는 통근전철을 포함한 도시철도를 의미한다.
- 1980년 : 만 70세 이상 노인 지하철도 50% 할인 시행
- 1982년 2월 17일 : 노인복지법 시행령의 제정으로 만 65세 이상 노인 지하철도 50% 할인 시행[5]
- 1984년 6월 8일 : 노인복지법 시행령 별표의 개정으로 만 65세 이상 노인 전기철도 50% 할인, 지하철도 100% 할인(무료 승차제도) 시행[6]
- 1991년 1월 1일 : 전부 개정된 장애인복지법 시행령에 의해 전기철도 50% 할인, 지하철도 100% 할인(무료 승차제도) 시행[7]
- 1993년 4월 20일 : 장애인복지법 시행령 개정으로 도시철도 장애인 무료 승차제도 시행[8]

## 해외현황

### 유럽

#### 영국
- 잉글랜드: 맨체스터에서는 옥스퍼드 로드 링크(147번 버스 노선)가 대학생과 직원들을 위해 노선의 일부(맨체스터 대학교와 MMU 캠퍼스 사이)를 무료로 여행할 수 있다. 세 개의 무료 버스 노선도 맨체스터 시티 센터에서 운행된다. 주중 09:30-23:00 사이의 60대 이상 및 장애인들을 위해 DfT에 의해 제공되는 영국 전역의 여행은 영국 국가 양허 버스 여행 계획에 따라 주중 09:30-23:00 및 종일 주말에 제공된다. 유사한 계획은 스코틀랜드(아래 참조)와 웨일즈에서도 운영되지만, 영국 전체를 포괄하는 통합된 계획은 없으며 국가 양허 패스는 3개국 각각의 시민만이 사용할 수 있으며 각 국가 내에서만 사용할 수 있다.

런던교통공사를 비롯한 연합 왕국 구성국들의 대중교통 운영사들은 만 60세 이상인 시민에게 전용 60+ Oyster 교통카드, 혹은 시니어 프리덤 패스를 발급해준다. 무임 연령은 국가 연금 수혜 기준에 따르며, 생일이 지났는지에 따라 다르나 60세 정도이다. 최초발급 시 £20, 매년 주소지를 재증명하며 £10의 수수료를 지불해야 한다.
원래는 이 카드가 있으면 런던 지하철, 런던 버스 등 런던 시내의 모든 대중교통을 무료로 사용할 수 있었지만, 코로나19로 인해 재정 상황이 악화되자 중앙정부가 16억 파운드 규모의 자금을 긴급 투입하는 조건으로 무임 승차 대상 축소를 요구하였다. 따라서 2020년 6월 15일부터 평일 오전 4시 반~9시의 출근 시간대에는 60+ Oyster 카드 사용자도 일반 승객과 같은 운임을 지불하도록 변경되었다.
- 스코틀랜드: 스코틀랜드 국가 자격증은 장애인과 노인 승객을 위해 스코틀랜드 전역을 무료로 버스와 예정된 버스 여행을 제공한다.

#### 아일랜드
66세 이상의 모든 사람들을 위한 자유 여행. 장애가 있는 많은 사람들과 그 보호자들도 자유 여행 패스의 자격이 있다. 자유 여행은 별도의 문서인 시니어 스마트 패스로 북아일랜드(영국의 일부)까지 확장될 수도 있다. 총 100만 명에 가까운 사람들이 (인구 500만 명 중) 자유 여행을 하고 있다.

### 북미

#### 미국
- 캘리포니아 랭커스터 - 장애인, 노인, 현역 군인, 퇴역 군인인 앤텔로프 밸리 교통국 승객은 모두 지역 고정 노선 버스에 무임승차한다(ID 포함)
- 캘리포니아주 샌디에고 - 메트로폴리탄 트랜짓 시스템의 직원들은 모든 예정된 노선에 무임승차한다.(신분증 포함).
- 워싱턴 D.C. - Washington Metropolitan Area Transit Authority (WMATA)는 장애인과 대중교통을 이용할 수 없는 사람들을 위한 MetroAccess라고 불리는 서비스를 가지고 있는데, 이것은 MetroAccess 카드 소지자들이 돈을 지불하지 않고 Metrobus와 Metorrail 열차를 이용할 수 있게 해준다. 이것은 또한 Maryland와 Virginia의 WMATA에 의해 제공되는 서비스에도 사용할 수 있다.
- Montgomery and Prince George's County, Maryland - 위에서 언급한 WMATA 외에도, Ride On in Montgomery와 The Bus in Prince George는 노인 및 장애인 승객(Metro Access 카드가 없는 장애인 포함)을 위한 무료 버스 여행을 제공한다

#### 캐나다
- 온타리오주 킹스턴 - 14세 이하의 모든 어린이(패스 필요 없음), 킹스턴 시에서 고등학교에 재학 중인 모든 고등학생(패스 필요), 온타리오 워크스 혜택을 받는 모든 사람(패스 필요), 장애인을 돕는 동반자(지원 및 패스 필요)